# Axel May
Axel May (Hamburgo, 13 de agosto de 1948) es un deportista alemán que compitió para la RFA en vela en la clase Soling. Ganó dos medallas en el Campeonato Europeo de Soling, oro en 1974 y plata en 1977.

## Palmarés internacional
| Campeonato Europeo | Campeonato Europeo  | Campeonato Europeo | Campeonato Europeo |
| Año                | Lugar               | Medalla            | Clase              |
| ------------------ | ------------------- | ------------------ | ------------------ |
| 1974               | Clyde (Reino Unido) | Medalla de oro     | Soling             |
| 1977               | Atenas (Grecia)     | Medalla de plata   | Soling             |